# Samantha Hudson
Samantha Hudson (León, 11 de septiembre de 1999) es una artista, cantante, actriz, celebridad de internet y activista española, conocida por sus actuaciones en las que combina la reivindicación social y LGBT con la performance transgresora y el camp.
Tras viralizarse y despertar una polémica religiosa con su canción «Maricón» (2015), publicada a los quince años, la artista comenzó a ganar seguimiento en redes por sus interpretaciones y protagonizó un documental biográfico en 2018. En los años siguientes fueron creciendo sus apariciones en medios, y en 2021 giró con el espectáculo Eutanasia Deluxe, que homenajeaba la cultura trash y fue estrenado en el Teatro Lara de Madrid.Ese año publicó su álbum de estudio Liquidación total, que contenía la canción de sátira política «Por España», cuyo vídeo se apropiaba del imaginario nacionalcatólico y que se convirtió en uno de sus temas más exitosos. Asimismo, realizó cameos en series y películas, protagonizó un especial navideño en la plataforma Atresplayer y copresentó junto a Jordi Cruz el podcast ¿Sigues ahí? para Netflix. En 2023 publicó el EP AOVE, que se inspiraba en el techno hardcore de los años noventa, y recibió el MTV Europe Music Awards a mejor artista española.

## Trayectoria

### Inicios
Nació en León en 1999 y posteriormente se mudó a Mallorca. Cuando tenía 11 años, pasó por una etapa de firme devoción hacia la Iglesia católica, aunque más tarde se frustraría ante la falta de «interés [...] por el colectivo LGBT» de la misma. Con 13 años, pasó por una época en la que creía ser mujer transgénero y fue precisamente experimentando con las diferentes concepciones de género que acabó descartando esa idea. En una entrevista con El País afirmó que «[a esa edad] me gustaba mi apariencia cuando encajaba en un rol femenino [...] Simplemente quería ser así.». Más tarde, Samantha describió en una entrevista para Vogue que el nombre de «Samantha Hudson» surgió como una sugerencia de un amigo en una conversación en la que fantaseaban con la idea de ser «una madre de los suburbios estadounidenses que va a recoger a sus niños en un vehículo de siete plazas».
Se dio a conocer tras la publicación del sencillo «Maricón» en 2015, que grabó como proyecto para una asignatura de cultura audiovisual. La canción, acompañada de un video publicado en la plataforma YouTube, generó tanto rechazo como aprobación por el público; y fue objeto de protesta por parte de organizaciones religiosas y grupos políticos conservadores. En 2017, tras graduarse de bachillerato, Samantha se mudó a Barcelona con el objetivo de vivir de su música. Ese mismo año, durante un viaje a Sevilla sufrió un accidente por una caída mientras trepaba para subir hasta un balcón, por el cual tuvo que ser ingresada en el hospital durante varias semanas.En 2018 se mudó a Madrid.

### «Maricón» y controversia

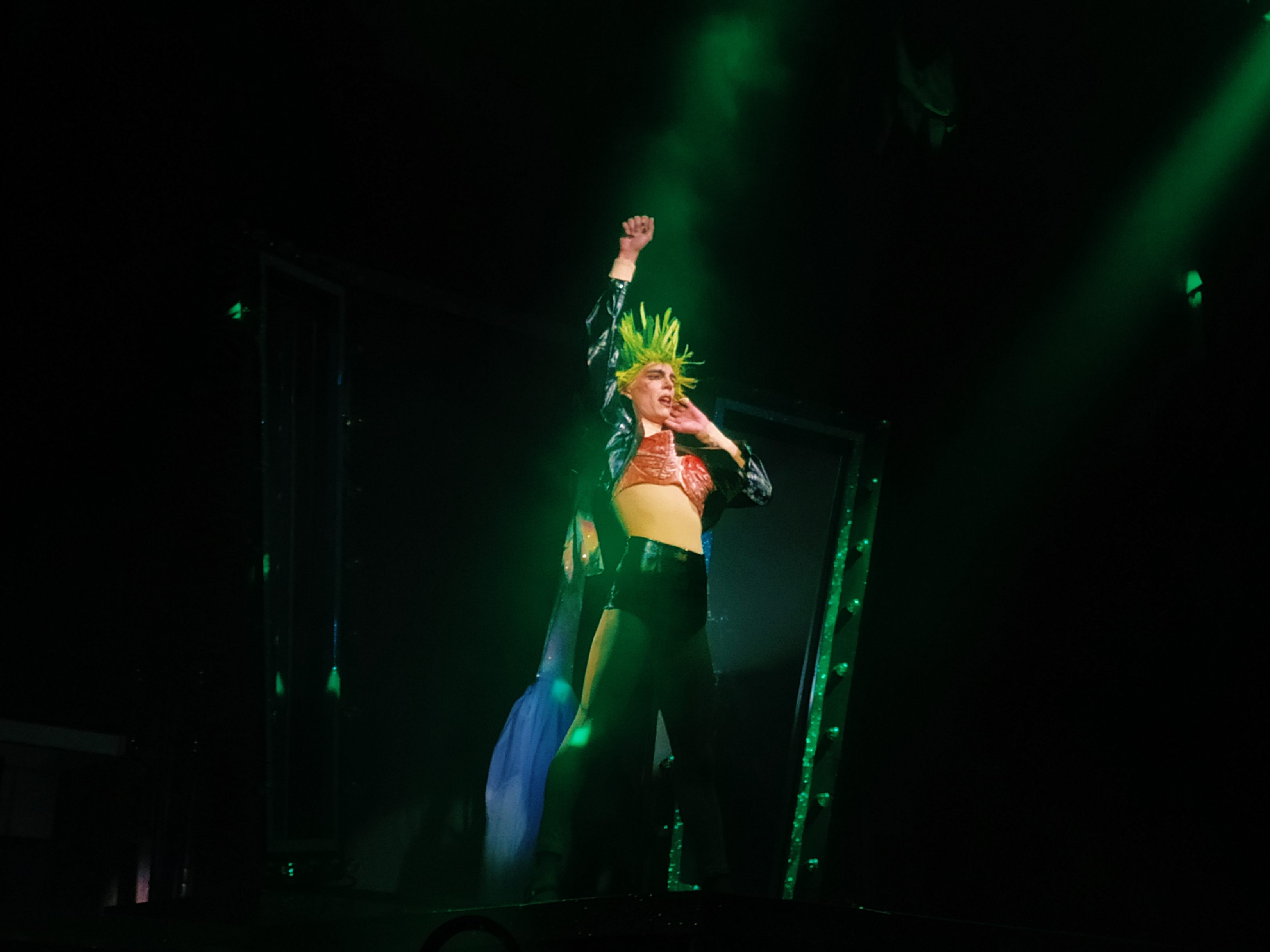
Samantha Hudson en su espectáculo Eutanasia Deluxe en Madrid en 2021

A la edad de 15 años, en 2015, se le encargó un trabajo para la asignatura de cultura audiovisual de su instituto de educación secundaria Josep Maria Llompart de Palma. Samantha decide entonces crear una canción con videoclip en el que critica a la iglesia católica y su posición respecto a la diversidad sexual utilizando lenguaje explícito. La canción, titulada «Maricón», fue publicada en YouTube en octubre del 2015. Más tarde declararía en varias entrevistas que, para producir la canción, se inspiró en una experiencia en una visita a una iglesia a la que acudió a escuchar el tradicional Canto de la Sibila mallorquí: al entrar en el templo, describió haberse sentido rechazada por las miradas de unos feligreses. Como parte del trabajo que se le había asignado, recibió una calificación de 9 sobre 10 por parte de su profesora, pero fue igualmente sometida a revisión ante un claustro de profesores. En este, todos los profesores reafirmaron su apoyo al trabajo, exceptuando el docente de la asignatura de religión, que tomó la decisión de movilizarse para protestar ante su publicación. El profesor, que se quejó más tarde en una entrada de su blog ante lo que describió como una forma «machacona y reiterativa» de Samantha de mostrar lo que él definió como «mariconería», se enfrentó al resto de compañeros del instituto, que insistían en que el trabajo era «simplemente impecable». Finalmente este acabó por realizar una llamada de atención al resto de la comunidad católica. El vídeo sería más tarde retirado temporalmente de la plataforma.
La por entonces diputada por Ciudadanos en el Parlament Balear, Olga Ballester, calificó el vídeo de «blasfemo» y se quejó ante la inacción del gobierno balear. La organización ultraconservadora HazteOír, por su parte, realizó una recogida de 48.000 firmas pidiendo una actuación disciplinar contra la profesora. A consecuencia de la publicación de «Maricón», Samantha fue excomulgada por el obispo de Mallorca.

En el momento en el que yo me pongo una corona, [esto] supone un acto político. En el momento en el que me pongo una mochila de princesas, estoy luchando contra un sistema que me oprime. Y cuando yo me visto de rosa y salgo a la calle y llamo la atención, estoy luchando contra una sociedad que me rechaza y me niega el derecho a disfrutar de mi propia vida. Porque yo realmente corro peligro por ser como soy.
Samantha Hudson, en su discurso de graduación.

### Salto a la fama y carrera musical

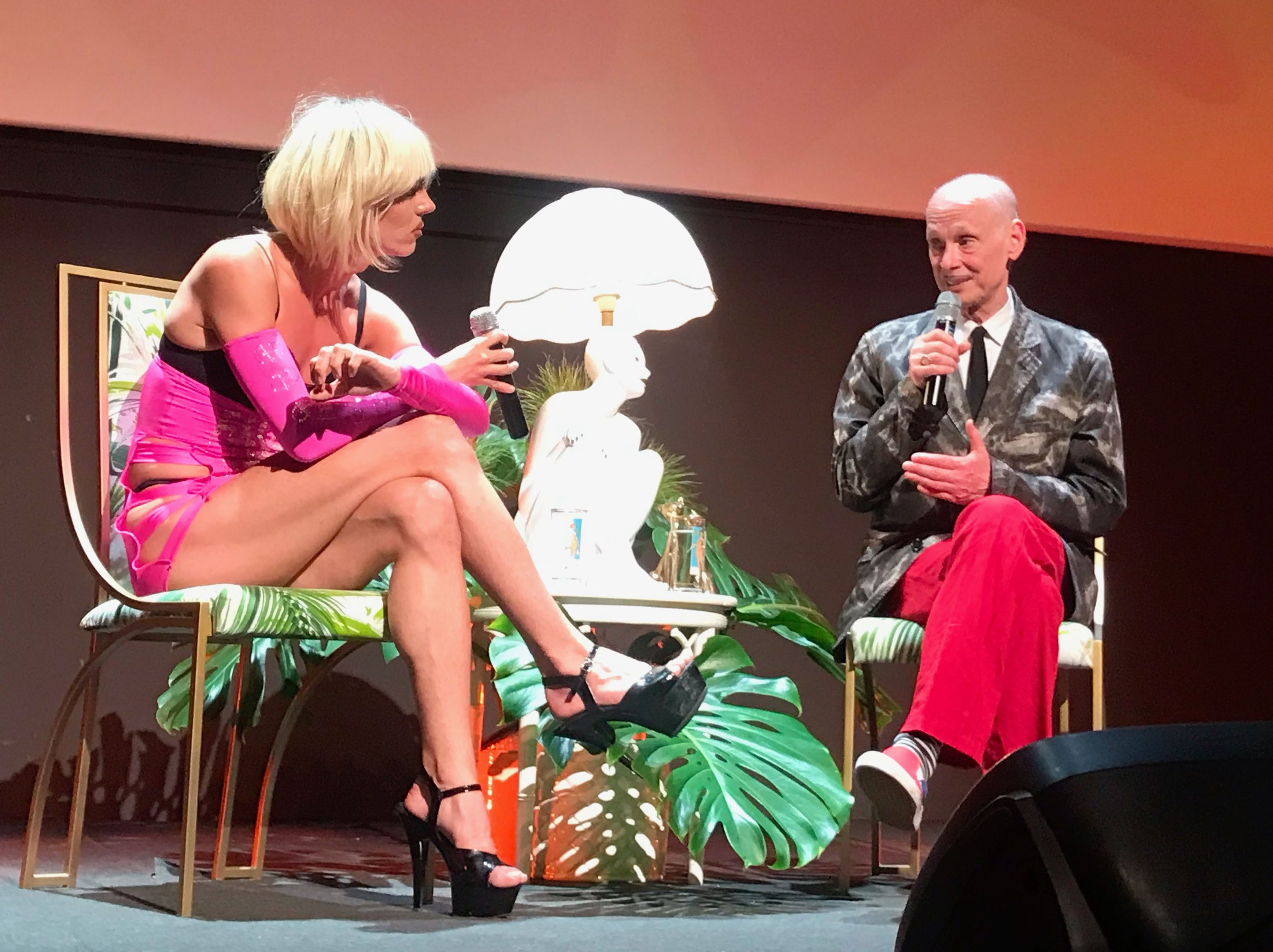
Samantha Hudson junto con el cineasta camp John Waters en el Primavera Pro de 2022 en Barcelona

En 2018 protagonizó el documental biográfico Samantha Hudson, una historia de fe, sexo y electroqueer, dirigido por Joan Porcel, y comenzó a ganar un mayor seguimiento en redes sociales. Desde principios de 2019 hasta 2021 realizó una performance semanal en una sala de conciertos de Chueca, a menudo junto con Paco Clavel. Desde marzo de ese último año hasta el verano realizó un espectáculo en el Teatro Lara de Madrid llamado Eutanasia Deluxe, con la cultura basura como eje de su actuación. Más tarde llevaría su obra a otras ciudades de España como Valencia o Barcelona.
Con motivo del Orgullo LGTB de 2020 en Madrid, posteriormente cancelado por la pandemia de COVID-19, participó en la campaña de concienciación #ProtégeteDelOdio, junto con otras figuras públicas como Carla Antonelli o Eduardo Rubiño. A finales de ese mismo año, inició la publicación de una serie de podcasts producidos por la plataforma de streaming Netflix junto con el expresentador Jordi Cruz  bajo el título ¿Sigues ahí?.En febrero de 2021, realizó una intervención en forma de monólogo en la gala de los VIII Premios Feroz en la que reivindicaba el «abandono del género» mediante un símil con el progresivo abandono del género cinematográfico.
Tras haber firmado con Subterfuge Records, en 2021 publicó «Dulce y Bautizada».En una entrevista para La Vanguardia, Samantha declaró «hacer referencia a sus comienzos» en el sencillo, debido a las referencias a la estética religiosa y la educación catequista que ya estaban presentes en «Maricón». En junio de ese mismo año publicó «Disco Jet Lag», sencillo en el que colaboran La Prohibida y Putochinomaricón. El 12 de octubre, Día de la Hispanidad, publicó su sencillo «Por España». La canción, producida por Papá Topo para la banda sonora de la película ¡Corten!, de Marc Ferrer, se apropiaba de elementos del imaginario nacionalcatólico desde una óptica queer y de subversión, retando al propio Franco con un mensaje antifascista, y mezclando géneros como el pasodoble, el gabber, la copla y las sevillanas. El vídeo recibió trescientas mil visitas en veinticuatro horas. En diciembre de 2021 publicó su primer álbum no recopilatorio, titulado Liquidación Total, que incluía esta canción y otras como «Perra». con La Dani.
El 19 de diciembre estrenó un especial navideño para Atresmedia titulado Una Navidad con Samantha Hudson, un programa musical en el que Samantha representa a una hipotética versión futura de sí misma que ha sido corrompida por la fama. El espectáculo —que contó con la participación de artistas y figuras mediáticas españolas como Amaia, Arturo Valls, Pepe Viyuela, Manuela Trasobares y Anabel Alonso— trató temas de actualidad social bajo una estética underground y un tono reinvindicativo, e incluyó versiones adaptadas de varias de sus canciones. A finales de año recibió el Premio ODA 2021 del Observatorio de la Diversidad en los Medios Audiovisuales por su «labor a la hora de mejorar la inclusión social del colectivo LGBTIQ+ en los medios españoles».

### AOVEyMúsica para muñecas

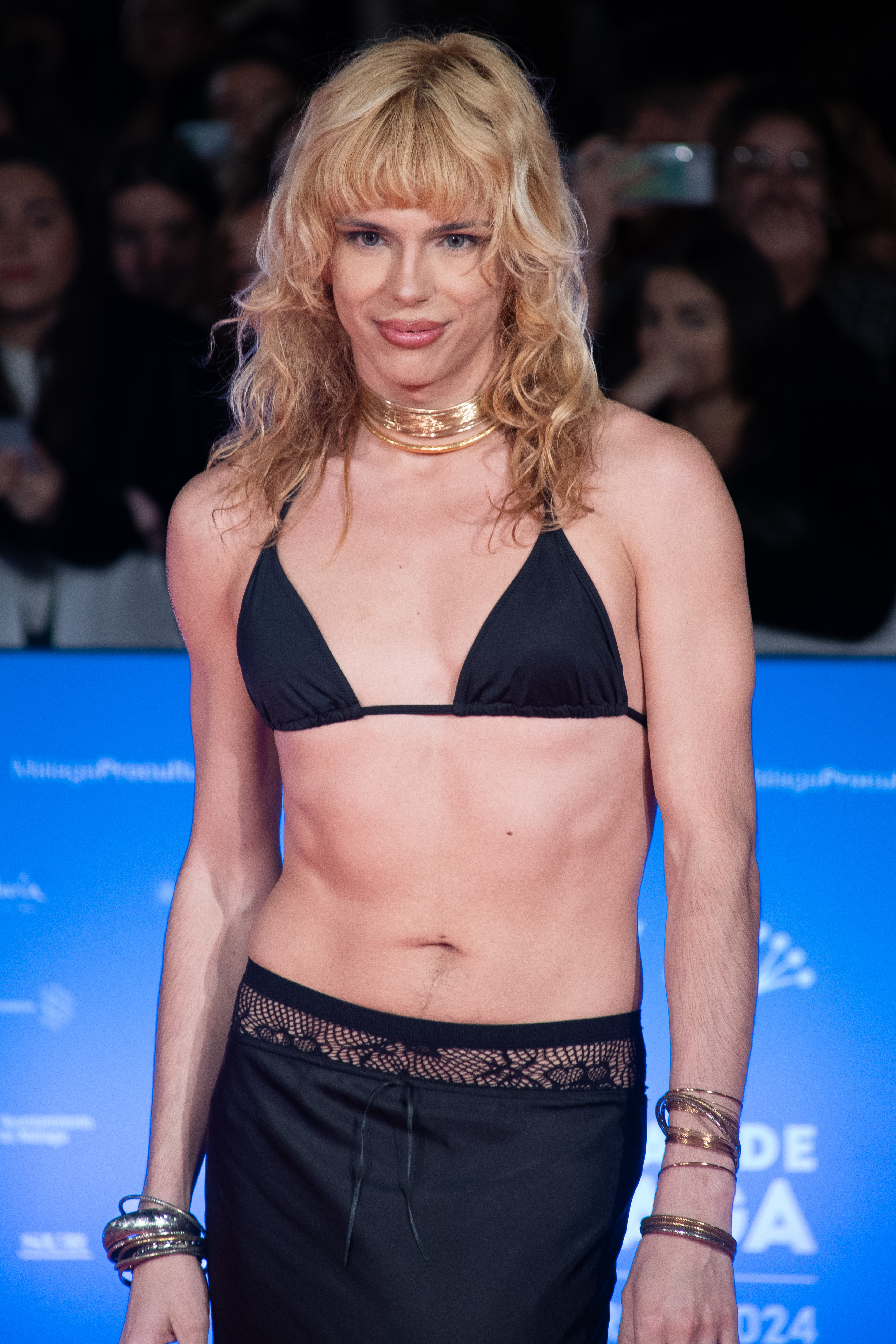
Samantha Hudson en el Festival de Málaga de 2024

En junio de 2022, con motivo de la celebración del Primavera Pro de 2022, presentó un debate sobre el «mal gusto musical» junto con el director de cine y representante de la cultura camp John Waters. Ese mismo año fue galardonada —junto a Pedro Almodóvar y Carolina Iglesias—  por la Dirección General de Diversidad Sexual y Derechos LGTBI del Ministerio de Igualdad en los 2.º Reconocimientos Arcoíris por «aportar un referente a la juventud que no se siente reflejada en la normatividad sexual». Ese año interpretó un papel en Rainbow, de Paco León, y partir de septiembre de 2022 presentó la serie documental Crímenes online, producida por Flooxer y emitida en la plataforma Atresplayer Premium. A finales de ese mismo año dirigió y protagonizó la campaña #Nimártiresnisantas de la asociación Fundación Imagina Más con motivo del Día Mundial de la Lucha contra el Sida.
En mayo de 2023 publicó un EP titulado AOVE. El álbum posee un estilo diferente a sus predecesores, con música que toma un enfoque basado en el techno hardcore de los años 90.En noviembre de ese año fue galardonada en los premios MTV Europe Music Awards en la categoría Mejor Artista Española. Ese año publicó también el sencillo «Chula», con influencias en la música house de los noventa y finalizó la gira Liquidación total por cierre, además de presentar la gala de los Premios MIN.
Desde noviembre de 2023 presenta con María Barrier el pódcast autogestionado Bimboficadas, en el que ambas discuten temas de actualidad en un ambiente distendido.
En marzo de 2024 firmó un contrato con la empresa Doritos. Sin embargo, este fue cancelado dos días después por la viralización de unas publicaciones que parecían condonar el abuso sexual infantil que Samantha expuso en su cuenta de Twitter entre 2014 y 2015, cuando la artista tenía entre 14 y 15 años. Respondió a la controversia diciendo que lo lamentaba y agregó: "Estaba en cuarto de la ESO y quería llamar la atención en internet. Ni pensaba ni pienso así. Era pura provocación y de muy mal gusto. Lo siento". A finales de ese año sacó el sencillo «Liturgia», colaborando con Zahara.
En febrero de 2025, participó en un debate sobre identidades de género en el programa 59 segundos (RTVE). En abril de ese año publicó el sencillo «Full Lace y el Tuck» con la artista puertorriqueña Villano Antillano, que se incluiría en su segundo álbum de estudio. Este fue publicado el mes siguiente con el título de Música para muñecas. El disco continuaba la línea electrónica de trabajos anteriores con mayor peso del contenido lírico, y contenía colaboraciones de La Zowi y Zahara. Poco después fue elegida para presentar la gala de 2026 de los Premios Feroz en Pontevedra, y presentó la serie documental ¿No seré yo una obra de arte? para Filmin, centrada en un análisis del arte contemporáneo, la política y el activismo queer.

## Discurso, estética y relevancia

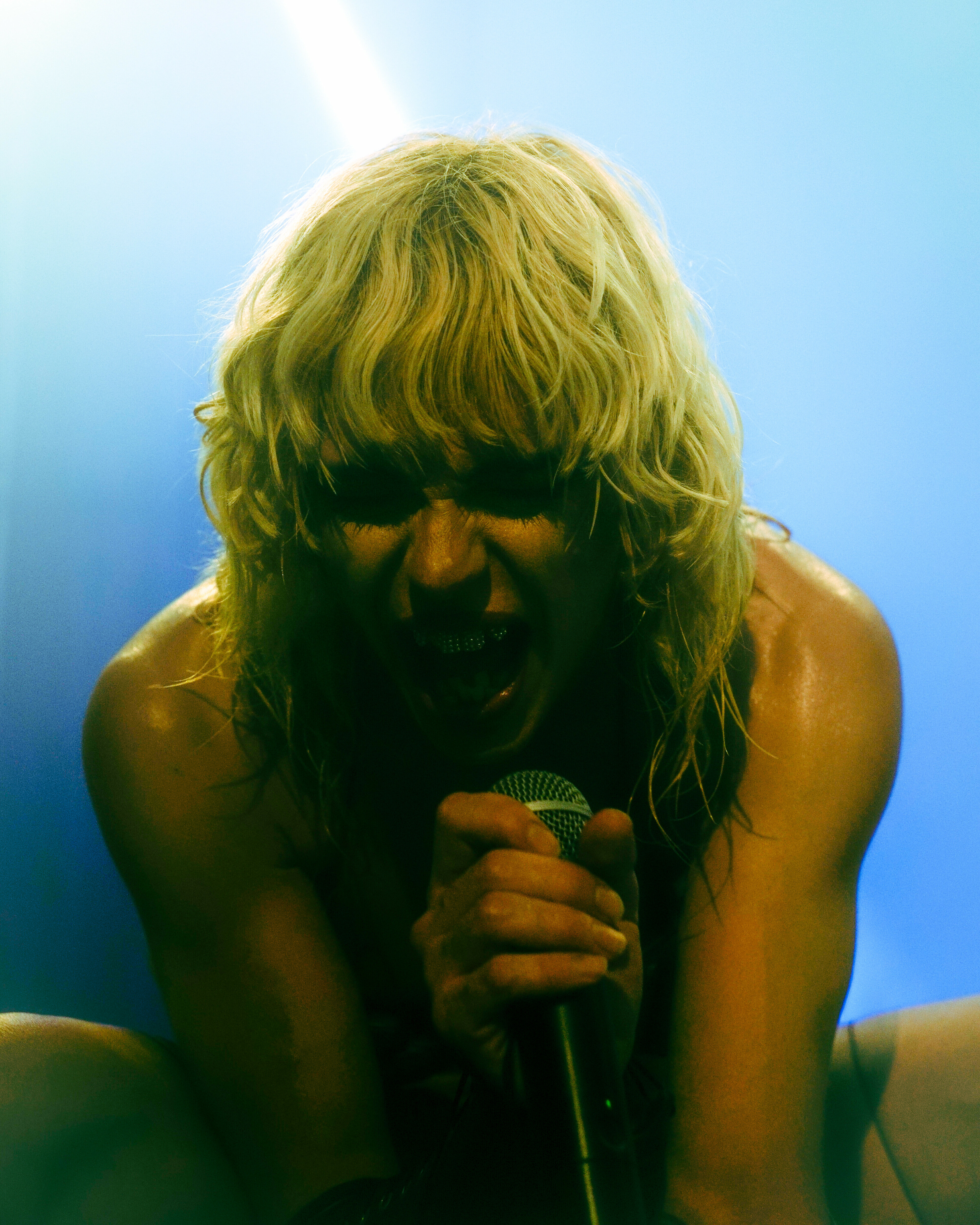
Samantha Hudson en concierto en Granada en octubre de 2023

Algunos medios han descrito su activismo como contrario a lo «convencional», cuestionando aspectos como la heteronormatividad y los roles de género a través de un tono sarcástico. En una entrevista de 2022 para El Periódico, Samantha afirmaba que «el punto de [su] discurso –y el de [su] generación– es la difuminación del límite».
También ha defendido frecuentemente la cultura de la «mediocridad» y lo «absurdo»: en una entrevista para Público de 2022 observaba que «La gente tiene derecho a ser mediocre, a simplemente dedicarse a ser ridícula y absurda y eso no debería ser una cuestión sobre la cual tú decidas si darle un trato más óptimo o darle un trato más peyorativo». De igual forma, en una entrevista para Glamour de 2023, afirmaba que «abrazar el fracaso es ser una triunfadora».
Su estética ha sido frecuentemente definida como trash y comparada con las obras del director John Waters: en una entrevista para La Vanguardia de 2022, Samantha describía la cultura basura como un «auténtico tesoro». La revista Vogue se ha referido a ella como «electrodiva».

## Vida personal
Aunque inicialmente Samantha descartó definirse así, en una entrevista de 2021 afirmó que «podría incluir[se] en el espectro del no binarismo». En la misma y en varias ocasiones posteriormente se ha mostrado conforme con el nombre de Iván y con que se refiera a su persona tanto con el género masculino como el femenino. En otra, también de 2021, para el Heraldo de Aragón, afirmó que «no se [le] puede encasillar en un género musical ni sexual». En octubre de 2022 se definió como asexual. En el plano político se identifica como «anticapitalista y marxista». En varias entrevistas y en un artículo publicado en 2020 para la revista Vice, se autodefinió como «transformista» y «travesti de guardia las 24 horas». En 2025, se refirió a sí misma como mujer trans y bisexual, si bien reconoció que le costaba involucrarse sexualmente con mujeres (pero no románticamente).
En una entrevista para el programa Viajando con Chester en febrero de 2023, Samantha relató que había mantenido relaciones sexuales que ella había aceptado siendo menor de edad y que ahora reconocía como abusos. En una entrevista en 2025 afirmó estar usando estrógenos y describió que su imagen era más normativa de lo que lo solía ser.

## Discografía

### Álbumes de estudio
- 2021: Liquidación total.[92]
- 2025: Música para muñecas.[67]

### EPs
- 2023: AOVE.[93]

### Álbumes recopilatorios
- 2019: Los Grandes Éxitos de Samantha.[94]

### Sencillos
| Título                                        | Año  |
| --------------------------------------------- | ---- |
| «Maricón»                                     | 2015 |
| «Super Preñada»                               | 2016 |
| «Burguesa Arruinada»                          | 2017 |
| «Seguro de moto»                              | 2019 |
| «Hazme el favor (vente conmigo a bailar)»     | 2020 |
| «Dulce y Bautizada»                           | 2021 |
| «Disco Jet Lag» (con La Prohibida)            | 2021 |
| «Guateque»                                    | 2021 |
| «Por España»                                  | 2021 |
| «Demasiado coño»                              | 2022 |
| «Perra» (con La Dani)                         | 2022 |
| «Otra vez»                                    | 2023 |
| «Adicta al sonido»                            | 2023 |
| «Vodka Redbull»                               | 2023 |
| «Es lo que hay»                               | 2023 |
| «Chula»                                       | 2023 |
| «Adicta al sonido (Remix) (con Parkineos)»    | 2024 |
| «Kanekalon»                                   | 2024 |
| «Rubia platino (BSO de Menudas piezas)»       | 2024 |
| «Liturgia» (con Zahara)                       | 2024 |
| «HOT (Gimme More)» (con La Zowi)              | 2025 |
| «Full Lace y el Tuck» (con Villano Antillano) | 2025 |

## Giras musicales
- 2021-2022: Liquidación total.[58]
- 2022-2023: Liquidación total por cierre.[58]
- 2025: Música para muñecas.[98]

## Filmografía

### Cine
| Año  | Título                                                   | Personaje  | Director    | Notas               | Ref.    |
| ---- | -------------------------------------------------------- | ---------- | ----------- | ------------------- | ------- |
| 2018 | Samantha Hudson, una historia de fe, sexo y electroqueer | Ella misma | Joan Porcel | Película documental | [ 99 ]  |
| 2021 | ¡Corten!                                                 | Ella misma | Marc Ferrer |                     | [ 100 ] |
| 2022 | Rainbow                                                  | Ingrid     | Paco León   |                     | [ 101 ] |

### Televisión

#### Series
| Año  | Título                          | Personaje     | Cadena              | Notas                                            | Ref.    |
| ---- | ------------------------------- | ------------- | ------------------- | ------------------------------------------------ | ------- |
| 2017 | Mai neva a ciutat               | Ella misma    | IB3                 | Episodio: «Fantasmes de la vella escola»         | [ 102 ] |
| 2020 | Veneno                          | Bibliotecaria | Atresplayer Premium | Episodio: «Los tres entierros de Cristina Ortiz» | [ 103 ] |
| 2021 | Una Navidad con Samantha Hudson | Ella misma    | Atresplayer Premium | Telefilme                                        | [ 44 ]  |

#### Programas de televisión
Como fija 
| Año               | Título                          | Cadena    | Notas          | Ref.    |
| ----------------- | ------------------------------- | --------- | -------------- | ------- |
| 2020 - 2022       | ¿Sigues ahí?                    | Netflix   | Presentadora   | [ 104 ] |
| 2021              | MasterChef Celebrity España     | La 1      | Concursante    | [ 105 ] |
| 2021              | Amor con Fianza: El reencuentro | Netflix   | Presentadora   | [ 106 ] |
| 2022              | Crímenes online                 | Flooxer   | Presentadora   | [ 107 ] |
| 2022              | Sálvame Fashion Week            | Telecinco | Jurado         | [ 108 ] |
| 2022              | Sálvame Mediafest               | Telecinco | Jurado         | [ 109 ] |
| 2023              | Gen Playz XL                    | RTVE Play | Colaboradora   | [ 110 ] |
| 2023 - actualidad | Bimboficadas                    | Spotify   | Copresentadora | [ 60 ]  |
| 2025              | ¿No seré yo una obra de arte?   | Filmin    | Presentadora   | [ 111 ] |

 Como invitada 
| Año  | Título                  | Cadena              | Notas    | Ref.    |
| ---- | ----------------------- | ------------------- | -------- | ------- |
| 2018 | Las uñas                | Atresplayer         | Invitada | [ 112 ] |
| 2020 | Los felices veinte      | Orange TV           | Invitada | [ 113 ] |
| 2021 | Paca te lleva al huerto | Atresplayer         | Invitada | [ 114 ] |
| 2021 | Alguna pregunta més?    | TV3                 | Invitada | [ 115 ] |
| 2021 | Drag Race España        | Atresplayer Premium | Invitada | [ 116 ] |
| 2021 | Pasapalabra             | Antena 3            | Invitada | [ 117 ] |
| 2021 | Sálvame                 | Telecinco           | Invitada | [ 118 ] |
| 2022 | Maestros de la costura  | La 1                | Invitada | [ 119 ] |
| 2022 | La gran confusión       | La 1                | Invitada | [ 120 ] |
| 2023 | Tu cara me suena        | Antena 3            | Invitada | [ 121 ] |
| 2024 | Operación Triunfo 2023  | Prime Video         | Invitada | [ 121 ] |

### Videos musicales
| Año  | Título       | Artista(s) | Director        | Ref.    |
| ---- | ------------ | ---------- | --------------- | ------- |
| 2023 | «Bitch Feka» | La Zowi    | Esther Boyarizo | [ 122 ] |

## Teatro
| Año  | Título           | Director   | Notas                     | Ref.  |
| ---- | ---------------- | ---------- | ------------------------- | ----- |
| 2021 | Eutanasia Deluxe | Ella misma | Arte performativo/musical | [ 7 ] |